# Fougères communauté
Fougères communauté est une ancienne communauté de communes française, située dans le département d'Ille-et-Vilaine et la région Bretagne. C'était l'une des communautés de communes du pays de Fougères.

## Histoire
Le district urbain de Fougères a été créé le 26 décembre 1966 à l'initiative de Jean Madelain et regroupait quatre communes : Beaucé, Fougères, Laignelet et Lécousse. Ses compétences étaient alors limitées à la gestion du marché aux bestiaux de l'Aumaillerie et à celles des zones industrielles.
Élargi les années suivantes aux villes de Javené et La Selle-en-Luitré puis à d'autres communes limitrophes, le district urbain est renommé district du Pays de Fougères en 1992 et transformé en communauté de communes en 2002, réunissant les dix-huit communes des deux anciens cantons de Fougères, soit 41 923 habitants (recensement 2013) sur 30 271 hectares.
Bernard Marboeuf, maire de Lécousse et membre du conseil régional de Bretagne, en a été le dernier président de 2014 à 2016.
Elle est dissoute au 31 décembre 2016 pour être intégrée à Fougères Agglomération

## Territoire communautaire

### Composition
Elle regroupait dix-huit communes :
| Nom                        | Code Insee | Gentilé         | Superficie (km2) | Population (dernière pop. légale) | Densité (hab./km2) |
| -------------------------- | ---------- | --------------- | ---------------- | --------------------------------- | ------------------ |
| La Selle-en-Luitré (siège) | 35324      | Sellois         | 7,32             | 588 (2014)                        | 80                 |
| Beaucé                     | 35021      | Beaucéens       | 8,17             | 1 300 (2014)                      | 159                |
| Billé                      | 35025      | Billéens        | 16,96            | 1 058 (2014)                      | 62                 |
| La Chapelle-Janson         | 35062      | Jansonnais      | 26,96            | 1 426 (2014)                      | 53                 |
| Combourtillé               | 35086      | Combourtilléens | 9,25             | 599 (2014)                        | 65                 |
| Dompierre-du-Chemin        | 35100      | Dompierrais     | 9,68             | 540 (2021)                        | 56                 |
| Fleurigné                  | 35112      | Fleurignéens    | 18,17            | 1 022 (2014)                      | 56                 |
| Fougères                   | 35115      | Fougerais       | 10,46            | 20 189 (2014)                     | 1 930              |
| Javené                     | 35137      | Javenéens       | 18,45            | 2 041 (2014)                      | 111                |
| Laignelet                  | 35138      | Agnelais        | 14,83            | 1 143 (2014)                      | 77                 |
| Landéan                    | 35142      | Landéanais      | 27,31            | 1 268 (2014)                      | 46                 |
| Lécousse                   | 35150      | Lecoussois      | 11,07            | 3 118 (2014)                      | 282                |
| Le Loroux                  | 35157      | Lorousiens      | 11,56            | 670 (2014)                        | 58                 |
| Luitré                     | 35163      | Luitréens       | 29,15            | 1 289 (2022)                      | 44                 |
| Parcé                      | 35214      | Parcéens        | 16,88            | 648 (2014)                        | 38                 |
| Parigné                    | 35215      | Parignéens      | 20,72            | 1 315 (2014)                      | 63                 |
| Romagné                    | 35243      | Romagnéens      | 26,93            | 2 326 (2014)                      | 86                 |
| Saint-Sauveur-des-Landes   | 35310      | Salvatoriens    | 18,84            | 1 500 (2014)                      | 80                 |

### Démographie
| 1968   | 1975   | 1982   | 1990   | 1999   | 2006   | 2011   | 2012   | 2014   |
| ------ | ------ | ------ | ------ | ------ | ------ | ------ | ------ | ------ |
| 38 743 | 39 628 | 40 381 | 39 492 | 39 353 | 40 600 | 40 960 | 41 502 | 42 101 |

## Administration

### Siège
Le siège de la communauté de communes était à La Selle-en-Luitré, 1 rue Louis Lumière.

### Conseil communautaire
Les 38 conseillers titulaires étaient répartis comme suit :
| Nombre de conseillers | Communes            |
| --------------------- | ------------------- |
| 17                    | Fougères            |
| 3                     | Lécousse            |
| 2                     | Javené, Romagné     |
| 1                     | Les autres communes |

### Élus
La communauté de communes était administrée par un conseil communautaire constitué en 2014 de 38 conseillers communautaires.
À la suite des élections municipales de 2014 en Ille-et-Vilaine, le conseil communautaire du 28 avril 2014 avait élu son président, Bernard Marboeuf, maire de Lécousse, ainsi que ses 8 vice-présidents. La liste des vice-présidents était alors la suivante :
|     | Attributions                                                  | Identité          | Qualité                           |
| --- | ------------------------------------------------------------- | ----------------- | --------------------------------- |
| 1er | Mobilités, territoires numériques et équipements de proximité | Patrick Manceau   | Conseiller municipal de Fougères  |
| 2e  | Économie, emploi et urbanisme                                 | Michel Balluais   | Maire de Luitré                   |
| 3e  | Finances et formations supérieures                            | Louis Feuvrier    | Maire de Fougères                 |
| 4e  | Administration générale                                       | Jean-Pierre Hardy | Maire de Saint-Sauveur-des-Landes |
| 5e  | Habitat et tourisme                                           | Alice Lebret      | Fougères                          |
| 6e  | Travaux et marchés publics                                    | Jean-Louis Lagrée | Maire de Beaucé                   |
| 7e  | Culture                                                       | Jean-Claude Rault | Fougères                          |
| 8e  | Espace rural et environnement                                 | Bernard Delaunay  | Maire de Javené                   |

### Liste des présidents
| Période                     | Période          | Identité         | Étiquette    | Qualité |
| --------------------------- | ---------------- | ---------------- | ------------ | --- |
| District urbain de Fougères |                  |                  |              | |
| 6 janvier 1967              | 24 avril 1971    | Jean Madelain    | CD           | Maire de Fougères (1965 → 1971) Conseiller général de Fougères-Nord (1964 → 1988)                                |
| 24 avril 1971               | 29 avril 1983    | Michel Cointat   | UDR puis RPR | Maire de Fougères (1971 → 1983) Député d'Ille-et-Vilaine (1967 → 1993)                                           |
| 29 avril 1983               | 1er janvier 2002 | Louis Feuvrier   | MDD puis DVG | Premier adjoint au maire de Fougères (1983 → 2007) Conseiller général de Fougères-Nord (1994 → 2015)             |
| Fougères communauté         |                  |                  |              | |
| 1er janvier 2002            | 16 avril 2014    | Louis Feuvrier   | DVG          | Premier adjoint (1983 → 2007) puis maire de Fougères (2007 → ) Conseiller général de Fougères-Nord (1994 → 2015) |
| 16 avril 2014               | 31 décembre 2016 | Bernard Marboeuf | UDI          | Maire de Lécousse (1989 → 2020) Conseiller régional de Bretagne (1992 → )                                        |